# Combined Counties Football League
Combined Counties Football League je fotbalová liga v jihovýchodní Anglii, hrají ji kluby z Berkshire, Buckinghamshire, Hampshire, Hertfordshire, Jersey, Kent, Middlesex, Oxfordshire, Surrey a v západní polovině Velkého Londýna. Je sponzorována Cherry Red Records, proto se jí také říká Cherry Red Records Combined Counties Football League.
Byla založena v roce 1922 jako Surrey Senior League, v roce 1978 byla přejmenována na Combined County League. Zpočátku se liga skládala z jediné divize, ale nyní se skládá z 63 týmů ve třech divizích: Premier Division North, Premier Division South a Division One. 
Premier Division North a Premier Division South jsou dvě ze šestnácti uznávaných lig, které tvoří devátou úroveň systému anglické fotbalové ligy (známých jako Step 5 v systému NLS) a Division One je jednou ze sedmnácti uznávaných lig na úrovni 10. (známé jako Step 6 NLS). Týmy z Premier Division postupují do Isthmian League, nebo Southern League.